# Wollomombi
Wollomombi est un village australien situé dans la zone d'administration locale de la région d'Armidale en Nouvelle-Galles du Sud.

## Géographie
Wollomombi se trouve à environ 1 km au nord de Waterfall Way et à environ 38 km à l'est d'Armidale. Le village est traversé par les rivières Wollomombi et Chandler qui se jettent à environ 4 kilomètres dans les chutes Wollomombi situées au sein du parc national des Oxley Wild Rivers.

## Démographie
En 2021, la population s'élevait à 119 habitants.